# Dicranomyia (Dicranomyia) buxtoni
Dicranomyia (Dicranomyia) buxtoni is een tweevleugelige uit de familie steltmuggen (Limoniidae). De soort komt voor in het Australaziatisch gebied.